# Adeodato de Gondra
José Adeodato de Gondra (San Miguel de Tucumán, 22 de mayo de 1808 - Buenos Aires, 8 de febrero de 1864) fue un funcionario argentino, que participó activamente en la política de las provincias de Santiago del Estero y Tucumán en las décadas de 1830 y 1840.

## Biografía
Era hijo de Agustín de Gondra y Luisa de la Lastra. Don Agustín fue un comerciante vasco que permaneció en el bando realista tras la Revolución de Mayo, por lo cual fue desterrado a Santiago del Estero. En 1816 Adeodato pasó a Chile con su padre, que abandonó en Santiago del Estero a su madre y hermanas mayores. Luego de la liberación de Chile por el general José de San Martín, huyó con su padre a Tacna, Perú.
Volvió a Santiago del Estero a los 20 años, y allí se estableció con una pulpería. Su familia materna pertenecía al partido unitario, pero sus vinculaciones comerciales le permitieron ser elegido diputado por los partidarios del caudillo Juan Felipe Ibarra, que fue además su padrino de casamiento.
En el año 1830, los unitarios invadieron Santiago del Estero y expulsaron a Ibarra, reemplazándolo como gobernador por un pariente político de Gondra, Manuel Alcorta, lo que permitió a aquel figurar entre sus partidarios. Pero el coronel Román Deheza, enviado desde Córdoba por el general Paz en apoyo de Alcorta, derrocó a este y desterró a los legisladores. Gondra se refugió en Tucumán hasta la caída de Paz.
Tras la derrota de Paz, Ibarra recuperó el poder en Santiago del Estero, y a principios de 1832 volvió a ocupar el cargo de gobernador, llevando a Gondra como ministro general de gobierno. Este vendió su negocio a su suegro y le cedió buena parte de los negocios de provisión al gobierno.
Ibarra lo consideraba un unitario de alma, y se burlaba de él y despreciaba sus consejos personales; incluso se negó a consultar a un médico a su pedido, ya que los gauchos sabían recibir con entereza la muerte. Pero apreciaba su papel como ministro en el gobierno: darle un tono legal a las acciones de su gobierno, con decretos, leyes y proclamas redactadas en un estilo elegante y claro. Gondra, por su parte, se esforzó por evitar en todo lo posible la arbitrariedad en el gobierno personalista y autocrático de Ibarra, además de ordenar las cuentas y la justicia.
Firmó un tratado de paz con el caudillo tucumano Alejandro Heredia, y se dedicó a tratar de lograr la organización constitucional. Su provincia envió representantes a la Convención Nacional reunida en Santa Fe, pero Ibarra apoyó al gobernador de la Provincia de Buenos Aires, Juan Manuel de Rosas en la disolución de la Convención. Después de la muerte de Facundo Quiroga, el gobernador se apoyó en Rosas, cuyos lineamientos políticos seguía sin crítica alguna.
Al término de su mandato de dos años, Ibarra organizó una revuelta popular, de resulta de la que fue nombrado gobernador vitalicio, y enseguida disolvió la legislatura. Durante la segunda mitad de la década del 30 comenzaron a aparecer conspiraciones opositoras; una revolución que llegó a tomar el poder durante dos días causó la muerte del hermano del gobernador, e Ibarra respondió con el máximo de violencia, castigando a sus opositores con destierros y prisiones.
En 1838 Gondra prestó refugio en Santiago del Estero al exministro y gobernador santafesino Domingo Cullen, a quien alojó en la misma casa de Ibarra. Tras demostrarle Rosas que Cullen había participado en una revolución contra el gobernador cordobés Manuel López y una conspiración contra el mismo Ibarra, este finalmente lo envió prisionero a la Provincia de Buenos Aires, donde fue fusilado a mediados de 1839.
Durante la formación de la Coalición del Norte, Gondra aconsejó a Ibarra mantenerse leal a Rosas, cosa que el caudillo finalmente terminó haciendo.
Durante las primeras campañas militares, el coronel tucumano Celedonio Gutiérrez se pasó con sus fuerzas al ejército de Ibarra, y tuvo estrechas relaciones con Gondra. Cuando Gutiérrez asumió el gobierno tucumano, a fines de 1841, convenció a Gondra de ser su ministro.
Ibarra se sintió muy ofendido por el abandono de Gondra, y si bien había sido el mentor de Gutiérrez, quedó en muy malas relaciones con este, que terminó por apoyarse en Rosas. Durante los siguientes cinco años, fue el asesor y guía política del nuevo caudillo tucumano, a quien indujo a permitir el regreso de algunos dirigentes unitarios exiliados.
En noviembre de 1846 fue nombrado abogado honorario por la Universidad de Buenos Aires; cuando viajó a esa ciudad a buscar su título, se quedó en la misma y abrió un estudio de abogado en 1851. Se dedicó a propagar en la prensa su adhesión a Rosas, jaqueado por el Pronunciamiento de Urquiza. Pocos meses después moría en Santiago el caudillo Ibarra.
A los pocos días de la Batalla de Caseros se puso a órdenes del general Urquiza y lanzó en la prensa todas las críticas posibles a Rosas y su gobierno. Por consejo de Urquiza, la Provincia de San Luis eligió a Gondra diputado al Congreso Constituyente que se reuniría en Santa Fe.
Pero fue muy mal recibido en Santa Fe: los federales no tenían ninguna simpatía, ya que lo habían visto cambiar repetidamente de bando. Por su parte, los unitarios lo consideraban responsable de los actos de violencia de los gobiernos de Ibarra y Gutiérrez. El diputado Salustiano Zavalía, a quien Gondra había hecho devolver sus bienes incautados por Gutiérrez, le negaba su saludo en público y pretendió impedir su incorporación al Congreso.
En enero de 1853 presentó y defendió un proyecto de enviar una comisión de diputados a negociar con el gobierno rebelde del Estado de Buenos Aires. Los demás diputados se negaron, y dejaron esas negociaciones en manos de Urquiza. Este nombró dos diputados para la misión, como delegados del propio general, no del Congreso. Urquiza consideró que Gondra había atacado su informal investidura y dejó de pagarle su sueldo de diputado; aislado políticamente y apurado económicamente, presentó su renuncia, que le fue aceptada de inmediato. Su lugar como diputado por San Luis fue ocupado por Juan Llerena, que no tendría papel alguno en la sanción de la Constitución Argentina de 1853.
Gondra pasó a Montevideo, desde donde consiguió autorización para establecerse como abogado en el Estado de Buenos Aires. En 1856 fue nombrado juez letrado de San Nicolás de los Arroyos, pero fue rechazado por la población y por el jefe militar, Wenceslao Paunero; una turba organizada por este lo arrestó y lo envió preso a Buenos Aires.
En 1860 se trasladó a Corrientes, donde fue nombrado asesor del gobernador José María Rolón, pero este fue derrocado a fines del año siguiente. Tras pasar por Asunción y Montevideo, regresó empobrecido y paralítico a Buenos Aires, donde falleció en febrero de 1864; parte de sus hijos emigraron al Paraguay, como José Adeodato, y algunos murieron durante la Guerra de la Triple Alianza, otros regresaron a la Argentina.
Su hijo Octavio Gondra Alcorta fue gobernador de Santiago del Estero en 1875 y los hijos de su hermana Maria Tomasa Gondra de la Lastra, Gregorio Antonio Santillán Gondra de 1875 a 1876, y Mariano Santillán Gondra de 1878 a 1879.